# Rudolf Schauffler
Rudolf Schauffler (* 11. August 1889 in Ulm; † 6. Februar 1968) war ein deutscher Kryptoanalytiker.

## Leben
Geboren in Ulm, studierte er vor dem Ersten Weltkrieg Mathematik, Physik und Sprachen in Tübingen und München und arbeitete anschließend als Schullehrer. Während des Krieges wurde er bei einem Gasangriff verwundet, war als Soldat an der Front nicht mehr verwendungsfähig, und fand ab 1916 stattdessen Verwendung als Kryptologe im Armeehauptquartier. Nach dem Krieg sah er sich nicht in der Lage, in seinen ursprünglichen Beruf zurückzukehren.
Am 1. Dezember 1918 wechselte er als Mathematiker in die Chiffrierabteilung „Pers Z“ des Auswärtigen Amts (AA), also dessen kryptanalytische Abteilung. In den Jahren 1921 bis 1923 entwickelte er dort zusammen mit seinen beiden Kollegen Werner Kunze und Erich Langlotz ein Einmalblock-Verfahren zur Anwendung durch das AA. Es wurde auch als Blockverfahren bezeichnet und viele Jahrzehnte lang bis in die Anfangszeit der Bundesrepublik Deutschland in den 1950er-Jahren benutzt.
Schauffler interessierte sich auch für fernöstliche Sprachen, insbesondere für Chinesisch und Japanisch. Als Linguist befasste er sich mit kryptanalytischer Grundlagenforschung. Über seine Ergebnisse verfasste er regelmäßig Berichte, die unter dem Titel „Wissenschaftliche Schriften des Sonderdienstes Dahlem“ (kurz: „Schriften des Sonderdienstes“) im Amt verteilt wurden. „Sonderdienst Dahlem“ war ein weiterer Deckname für die Chiffrierabteilung, deren Räumlichkeiten sich im Ortsteil Berlin-Dahlem befanden.

Die „Handelsmaschine“ (1923) gehörte zu den von Rudolf Schauffler untersuchten Kryptosystemen.

Der Schwerpunkt seiner Berichte lag auf kryptanalytischen Methodiken. Zu den von ihm untersuchten Verfahren zählte auch die deutsche Rotor-Chiffriermaschine Enigma, genauer das Modell genannt „die Handelsmaschine“ (Bild). Bereits im Jahr 1923 hatte er über diese damals neue Maschine einen ersten vorläufigen Untersuchungsbericht verfasst. Darin zeigte er die Gefahr einer möglichen Entzifferung auf.
Nach dem Krieg, am 14. September 1948, wurde er in Marburg zum Doktor der Philosophie (Dr. phil.) promoviert.

## Schriften (Auswahl)
- Über wiederholte Funktionen. Mathematische Annalen 78 (1–4), 1917, S. 52–62. doi:10.1007/BF01457088.
- Über wiederholbare Funktionen. Mathematische Annalen 84 (1–2), S. 137–142. doi:10.1007/BF01458698.
- Über die Bildung von Codeworten. Archiv der elektrischen Übertragung 10, 1956, S. 303–314.
- Die Assoziativität im Ganzen, besonders bei Quasigruppen. Mathematische Zeitschrift 67 (1), 1957, S. 428–435. doi:10.1007/BF01258874.
- Erinnerungen eines Kryptologen. Politisches Archiv des Auswärtigen Amts (PAAA), Berlin 1962, VS-6025.